# Ilia, Bârzula
Ilia (în ucraineană Ілля, transliterat: Illea) este un sat în comuna Ocna din raionul Bârzula, regiunea Odesa, Ucraina. În trecut a fost un sat majoritar moldovenesc (românesc), fiind parțial asimilat în prezent.

## Demografie
Componența lingvistică a localității Ilia
     Ucraineană (73,17%)
     Română (23,17%)
     Rusă (3,66%)
Conform recensământului din 2001, majoritatea populației localității Ilia era vorbitoare de ucraineană (73,17%), existând în minoritate și vorbitori de română (23,17%) și rusă (3,66%).

## Vezi și
- Românii de la est de Nistru